# Heliophora orbiculus
Heliophora orbiculus is een zee-egel uit de familie Rotulidae.
De wetenschappelijke naam van de soort werd in 1758 gepubliceerd door Carl Linnaeus in de tiende editie van Systema naturae.